# Желтухин, Владимир Петрович
Владимир Петрович Желтухин (1798—1878) — генерал от инфантерии русской императорской армии, директор Пажеского корпуса, член Военного совета.

## Биография
Родился 23 января (3 февраля) 1798 года, был сыном выборгского гражданского губернатора, статского советника Петра Васильевича Желтухина (?—4.12.1799).
Рано оставшись без отца, в 1807 отдан на обучение в Горный корпус, из которого шестнадцати лет, в 1814 году, поступил подпрапорщиком в лейб-гвардии Литовский (затем переименованный в Московский) полк, состоявший в Варшавском отряде под начальством цесаревича Константина Павловича; 23 сентября 1816 года получил первый офицерский чин; 1818 — в подпоручики; 1819 — в поручики; 1823 — в штабс-капитаны; в 1828 году был произведён в капитаны.
Во время польского восстания он командовал ротой Его Высочества и, волей случая спасшись в ночь на 17 ноября от расправы мятежников, сопровождал цесаревича в село Вержбу, куда была перенесена его главная квартира, а затем и в Россию. В составе войск гвардейского отряда 27 января 1831 года он снова перешёл границу Польши и во всё время кампании состоял в резерве армий фельдмаршала Дибича-Забалканского. По смерти великого князя Константин Павловича, 22 июня 1831 года был командирован в Витебск для сопровождения тела цесаревича в Санкт-Петербург, а потом был отправлен в Несвиж для привода формировавшегося там резерва лейб-гвардии Литовского полка, с которым и прибыл в столицу в январе 1832 года. В том же году за участие в польской кампании Желтухин получил чин полковника. По возвращении полка из Польши командовал 2-м батальоном. С 22 сентября 1834 по 6 декабря 1840 — командующий лейб-гвардии Литовским полком. В 1836 году Желтухин просил об увольнении в отставку, но вместо того 6 декабря получил назначение флигель-адъютантом к Его Величеству и увольнение в отпуск за границу, с сохранением получаемого содержания.
6 декабря 1840 года он был произведён в генерал-майоры, с назначением состоять при 3-й гвардейской пехотной дивизии и с отчислением из флигель-адъютантов, а 27 декабря 1840 назначен исправляющим должность начальника штаба 1-го пехотного корпуса; утверждён в должности в 1843. Прослужив в этой должности свыше 11 лет, он получил тридцать шесть Высочайших благоволений, несколько орденов и 2000 десятин земли, заслужил полное доверие и справедливую оценку своей деятельности со стороны ближайшего начальства. Начальник штаба армии князь Горчаков по поводу новой просьбы Желтухина об увольнении от службы, писал ему, что главнокомандующий просит его переменить своё намерение, добавил со своей стороны искренний совет «не оставлять поприща, где в будущем представляется возможность быть истинно полезным службе».
В 1848 году, по ходатайству фельдмаршала Паскевича, Желтухину было предложено занять место директора 1-го Московского кадетского корпуса, но по случаю предстоявшей Венгерской кампании, Желтухин вынужден был отказаться от столь выгодного для него по семейному положению места. В своём мотивированном отказе он заявил, что по случаю «европейской войны», решился на время позабыть о своем семействе. Великий князь Михаил Павлович по достоинству оценил излоенные в письме мотивы и положил собственноручную резолюцию: «Новое доказательство благородных чувств Желтухина».  Произведённый 3 апреля 1849 года в генерал-лейтенанты, он, тем не менее, в походе в Венгрию участия не принимал, оставаясь в должности начальника штаба 1-го пехотного корпуса.
С 1851 года Желтухин сначала состоял по военно-учебным заведениям, 8 июля 1851 назначен директором Александринского сиротского кадетского корпуса, а в октябре того же года перемещён на ту же должность в 1-й Московский кадетский корпус. С этого времени начинается его военно-педагогическая деятельность. В Московском 1-м кадетском корпусе он оставил по себе добрую память. При нём в корпусе были отменены телесные наказания, ни один кадет не был исключён. Много внимания уделялось хозяйственной части: при нём заново отделана и убрана «Тронная» зала корпуса; в помещениях кадет досчатые полы заменены паркетом; на дворе устроена мостовая и разведена тополевая аллея; ассигованы деньги на ежегодный ремонт квартир, устроенных в бывшем Лефортовском дворце, для служащих при корпусе чинов. По праздникам Желтухин устраивал у себя семейные вечера, на которые приглашались отличившиеся воспитанники корпуса. Посетив  корпус в последний раз 2 сентября 1853, император Николай I нашёл его в блестящем состоянии и вскоре Желтухин был пожалован орденом Святой Анны 1 степени, императорской короной украшенного, и переведён в С.-Петербург с повышением в должности.
21 июля 1854 года Желтухин получил новое назначение — директором Пажеского корпуса. Управляя кадетским, а затем пажеским корпусами, он в то же время командовал, отрядами военно-учебных заведений в Коломенском и Петергофском лагерях, представляя эти части всегда в отличном состоянии.
30 августа 1861 года он был назначен членом совета и инспектором военно-учебных заведений и в октябре того же года зачислен в списки Пажеского корпуса, с предоставлением права носить присвоенный этому заведению мундир. В 1862 году, за отсутствием великого князя Михаила Николаевича, исправлял должность главного начальника военно-учебных заведений. По обязанности инспектора он ежегодно производил объезды военно-учебных заведений и два раза по Высочайшему повелению был командирован для производства следствий по случаю беспорядков в Московском 1-м и Киевском кадетских корпусах.
21 января 1863 года Желтухин был назначен членом Военного совета и инспектором военно-учебных заведений, в каковых должностях и состоял до конца своей жизни; 30 августа 1865 года произведён в генералы от инфантерии. В сентябре 1866 праздновал 50-летний юбилей службы в офицерских чинах. Товарищи по военному совету, сослуживцы по военно-учебным заведениям, бывшие пажи и московские кадеты устроили в честь его по подписке обед, на котором была полученна масса поздравлений и телеграмм, и поднесен альбом с фотографическими карточками присутствовавших. Император Александр II пожаловал ему на 12 лет аренду, по 3500 руб. ежегодно, и Высочайше повелел зачислить его в списки лейб-гвардии Литовского полка, в котором юбиляр начал свою службу.
Владимир Петрович Желтухин дожил до глубокой старости. Но глубокая печаль ускорила развязку с жизнью. Лишившись своих двух сыновей, он скончался в Санкт-Петербурге 12 (24) февраля 1878 года на 81 году от рождения и был похоронен на кладбище Воскресенского Новодевичьего монастыря (по сведениям Русского биографического словаря он умер 15 февраля 1878 года).

## Награды
- Годовое жалование не в зачёт (1830)
- «Virtuti Militari» 4-й степени (1831)
- Особенное высочайшее благоволение за смотр лейб-гвардии Литовского полка, возвратившегося в С.-Петербург из Польши (15.03.1832)
- Годовое жалование не в зачет (1832)
- Орден Святого Владимира 4-й степени (6.12.1833)
- Пожалование во флигель-адъютанты Свиты Е. И. В. (6.12.1836)
- Единовременно 500 руб. золотых червонцев (1837)
- Орден Святого Станислава 3-й степени (6.12.1838)[10]
- Знак отличия беспорочной службы за «XX» лет (22.08.1839)
- Чин генерал-майора (6.12.1840)
- Единовременно 1000 руб. серебром (1841)
- 2000 десятин земли в вечное и потомственное владение в Вологодской губернии (1.02.1843); землеотвод утверждён в Усть-Сысольском уезде (9.02.1843)
- Единовременно 300 руб. золотых червонцев (1844)
- Сложение долга Опекунскому совету 3658 руб. серебром (1845)
- Орден Святого Станислава 1-й степени (18.10.1845)
- Орден Святого Георгия 4-й степени (12 января 1846 года, за беспорочную выслугу 25 лет в офицерских чинах, № 7381 по кавалерскому списку Григоровича — Степанова)[11]
- Чин генерал-лейтенанта (3.04.1849)
- Орден Святой Анны 1-й степени (26.03.1850)
- Знак отличия беспорочной службы за «XXX» лет (22.08.1850)
- Императорская корона к ордену Святой Анны 1 степени (06.12.1853)
- Орден Святого Владимира 2-й степени (17.04.1856)
- Знак отличия беспорочной службы за «XXXV» лет (22.08.1856)
- 2000 десятин удобной, а вместе с неудобной — 4056 десятин 1908 сажень земли, в вечное и потомственное владение, из казённой дачи № 1813, участки под №№ 3 и 4, в Устюжском уезде, Новгородской губернии, взамен прежде пожалованных земель в Вологодской губернии (16.03.1857)
- Аренда по чину 2000 руб. в год на 6 лет (23.09.1859)
- Единовременно 10 000 руб. серебром (1860)
- Знак отличия беспорочной службы за «XL» лет (22.08.1861)
- Орден Белого Орла (30.08.1861)
- Орден Святого Александра Невского (08.09.1862)
- Чин генерала от инфантерии (30.08.1865)
- Аренда по чину 3500 руб. в год на 12 лет (23.09.1866)
- Зачисление в списки Литовского лейб-гвардии полка (23.09.1866)
- Алмазные знаки ордена Святого Александра Невского (17.04.1870)
- Пожалование дочери Екатерины во фрейлины к Её Императорскому Высочеству, великой княгине Елене Павловне (13.03.1872)
- Орден Святого Владимира 1-й степени (30.08.1875)
- Тёмно-бронзовая медаль «В память войны 1853—1856», на Владимирской ленте (1856)
- Дворянская медаль, знак отличия и золотая медаль за участие в устройстве быта поселян Охтинского порохового завода

## Семья
Библиографические сведения о том, что В. П. Желтухин был сыном киевского военного губернатора, полномочного председателя диванов княжеств Молдавии и Валахии, генерал-лейтенанта П. Ф. Желтухина, основанные на традиции XIX в. и нач. XX в., действительности не соответствуют.
- Отец – Пётр Васильевич Желтухин (?—4 (15) декабря 1799), статский советник, выборгский гражданский губернатор. В брачных метриках своих детей, относящихся к нач. 1820-х годов, называется то ревельским губернатором, то действительным статским советником, т. е. в должностях и чинах, в которых не служил. Сын участника Семилетней войны, подполковника Василия Степановича Желтухина и Прасковьи Ивановны, урождённой Карамышевой, дочери участника Северной войны, псковского помещика[14], Великолуцкого гарнизона поручика Ивана Фёдоровича Карамышева (1673—после 1727)[15]. Воспитанник Сухопутного шляхетного кадетского корпуса выпуска 1776. Переводчик XVIII в., ещё кадетом издал сочинение «Истинные прибытки отечества, с французского перевёл кадет Пётр Желтухин» (СПб.: тип. Морск. кад. корпуса, 1770). Секунд-майор при статских делах: с 1781 по 1783 — директор Киевской ассигнационной банковской конторы для дворянства[16]; с 1783 по 1785 — директор Рижской ассигнационной банковской конторы для дворянства[17]; с 1789 по 1790 – асессор Рижской палаты гражданского суда Рижского наместничества; с 1790 по 1796 – советник, а с 1798 по 1799 – старший советник (товарищ правителя) Рижского наместнического (губернского) правления; с 1796 по 1798 – старший советник (товарищ правителя) Лифляндского губернского правления. Из секунд-майоров пожалован надворным советником 27 января (7 февраля) 1791, коллежским советником пожалован 24 мая (4 июня) 1797. C 18 (29) июля 1799 до 4 (15) декабря 1799 — статский советник и гражданский губернатор Выборгской губернии. Преемник тайного советника Карла Петровича Ридингера[18]. Был женат. Указом Павла I от 8 (19) декабря 1799, его вдове отдана на 12 лет, без платежа аренды, по истечении [настоящего] срока содержания, мыза Решенгоф, в Курляндской губернии, содержащая в себе 143 души (впоследствии Бауский уезд Курлянской губернии; совр. – окрестности дер. Zvirgzde (Звиргзде), Бауского края, Вецумниекской волости, Республики Латвии). В браке имел сына Владимира, генерала от инфантерии и члена военного совета, и дочерей: Марию (в замужестве Доливо-Добровольская), Екатерину (в замужестве Янушкевич), Прасковью (в замужестве Жилинская).

- - Сестра отца (родная тётка) — Анна Васильевна Желтухина (?—до 1776), девица. С 1765 — воспитанница Смольного института, курс не окончила.

- - Сестра отца (родная тётка) — майорша Прасковья Васильевна Кастюрина (?—1835), с.-петербургская домовладелица[19], псковская помещица. С 1765 — воспитанница Смольного института. Смолянка первого выпуска 30 апреля (11 мая) 1776, награждённая малой серебряной медалью. Муж — секунд-майор Александр Иванович Кастюрин, псковский помещик, заседатель в Великолуцком уездном суде (1783—1785) и в 1-м департаменте Верхнего земского суда (1792—1796) Псковского наместничества, сын Ивана Михайловича Кастюрина[20]. Воспитанник Благородного пансиона при Московском университете (1773). В начале службы был переводчиком, затем секретарем (с 02.07.1776 из переводчиков) при сенаторе, ген.-адъютанте, ген.-аншефе, подполковнике лейб-гвардии Конного полка, командующем Московской дивизией, князе М. Н. Волконском; из секретарей при ген.-аншефе произведён в поручики Нарвского пехотного полка[21].

- Сестра — Мария Петровна Доливо-Добровольская (7.03.1795—29.11.1874), вторая жена тайного советника Ф. О. Доливо-Добровольского.

- Сестра — Екатерина Петровна Янушкевич (13.01.1799—7.02.1831), жена корнета Кавалергардского полка[22], впоследствии капитана гвардии Николая Игнатьевича Янушкевича (1.12.1798—20.12.1878), бабка генерала от инфантерии Н. Н. Янушкевича.

- Сестра — Прасковья (Параскева) Петровна Жилинская (?—18.10.1861), жена отставного поручика[23] Андрея Осиповича Жилинского (?—?)[24], начальница Елизаветинского училища в Москве.

В браке с 1838 Каролиной Вилгелъминой Христиановной Верман (1819—1902) оставил потомство:
- Николай (1839—1871), капитан лейб-гвардии стрелкового батальона.
- Мария (1840—1918), жена действительного статского советника, графа Сергея Дмитриевича Татищева (1840—1890), мать саратовского губернатора С. С. Татищева;
- Пётр (1842—1877), полковник Генерального штаба;
- Прасковья (1845—1934), жена генерала от инфантерии Н. В. Каульбарса;
- Екатерина (1847—1919), жена генерала от кавалерии A. В. Каульбарса.